# Jsem hlína, jsem strom, jsem stroj
Jsem hlína, jsem strom, jsem stroj je první samostatné album hudebníka Vladimíra Václavka. Album bylo vydáno poprvé roku 1992 u malého vydavatelství MUA/FT Records, podruhé v roce 1994 u Indies Records a potřetí bylo vydáno 21. března 2005 opět u Indies Records, a to v doplněné a remasterované podobě.
První verze alba byla nahrána v roce 1991 v brněnském studiu Audioline a obsahuje 10 písní, druhé vydání obsahuje ještě dvě písně navíc, nahrané roku 1993 tamtéž. Poslední vydání obsahuje ještě další tři písně, nahrané v únoru 2005 ve studiu Luboše Malinovského. Obal podle fotografie Petra Barana vytvořil Vladimír Kokolia a ve vydání z roku 2005 má digipakovou podobu, neobsahuje však texty písní.
Minimalistický zvuk alba je založen na Václavkově akustické kytaře, hudba plyne v pomalém, až meditativním duchu, občas doplněna rozličnými nástroji hostů. Kritici se shodují na tom, že nově natočené tři písně z roku 2005 albu na celistvosti neubírají, naopak ho příjemně doplňují, a označují reedici za chvályhodný počin.

## Seznam písní
| Pořadí | Název                                       | Text                  | Délka |
| ------ | ------------------------------------------- | --------------------- | ----- |
| 1.     | ... a dny jak padlí andělé prsty ryjí hlínu | Marie Huvarová        | 4:25  |
| 2.     | Za svítání                                  | Karel David           | 4:55  |
| 3.     | Přišel jsem                                 | čínský tradicionál    | 3:48  |
| 4.     | Báře                                        | –                     | 2:58  |
| 5.     | Ticho kroků                                 | Vladimír Václavek     | 5:47  |
| 6.     | A nebe je na tvých rtech                    | Paul Éluard           | 4:35  |
| 7.     | Uklouzl jsem                                | Vladimír Václavek     | 4:09  |
| 8.     | Svlečena v salóně                           | Julian Tuwim          | 3:41  |
| 9.     | Taj, taj                                    | guinejský tradicionál | 5:05  |
| 10.    | Buď mně v patách                            | Petr Váša             | 3:23  |
| 11.    | Nebyl jsem nikde a byl jsem všude           | Karel David           | 6:07  |
| 12.    | Dobrý den                                   | Karel David           | 2:22  |

| bonus (jen ve vydání z roku 2005) | bonus (jen ve vydání z roku 2005) | bonus (jen ve vydání z roku 2005) | bonus (jen ve vydání z roku 2005) |
| Pořadí                            | Název                             | Text                              | Délka                             |
| --------------------------------- | --------------------------------- | --------------------------------- | --------------------------------- |
| 13.                               | Obloha byla bledá                 | Miroslav Václavek                 | 3:12                              |
| 14.                               | Jako mrak                         | Miroslav Václavek                 | 4:12                              |
| 15.                               | Opuštění                          | Bohuslav Reynek                   | 3:45                              |
| Celková délka:                    | Celková délka:                    | Celková délka:                    | 62:25                             |

## Složení
- Vladimír Václavek – kytary, basová kytara, klávesy, zpěv, perkuse
- Barbora Kališová – zpěv (8)
- Zuzana Jelínková – zpěv (1, 2, 3, 10)
- Miroslav Černý – viola (5, 11, 12)
- Takumi Fukushima – zpěv, housle (6, 7)
- Josef Ostřanský – kytara (6, 7)
- Luboš Malinovský – samply (14, 15)